# Shebenik–Jabllanica Nemzeti Park
A Shebenik–Jabllanica Nemzeti Park (albánul: Parku Kombëtar Shebenik-Jabllanicë) nemzeti park Kelet-Albániában, az észak-macedón határ mellett. Területe 345,079 négyzetkilométer, és különösen jellemző rá a gleccsertavakkal, völgyekkel, sűrű tűlevelű és lombhullató erdőkkel, valamint alpesi rétekkel és legelőkkel tarkított hegyvidéki táj. 300 métertől több mint 2200 méterig terjed a park tengerszint feletti magassága az Adria felett a Shebenik és a Jabllanica csúcsáig, az alábbi két hegycsúcs egyben az intézmény névadója is. Számos veszélyeztetett, Dél-Európában gyorsan ritkuló faj lakik itt, köztük a barnamedve, a szürke farkas és a kritikusan veszélyeztetett balkáni hiúz. Az élővilág bősége részben a vegetáció változatosságával és a távoli fekvéssel magyarázható. 
A parkot a Környezetvédelmi Minisztériumnak alárendelt igazgatóság kezeli, amelynek székhelye Librazhd és Prrenjas városokban van. A park Albánia legújabb és második legnagyobb nemzeti parkja. A Természetvédelmi Világszövetség (IUCN) a II. kategóriába sorolta a parkot. A nemzeti park magába foglalja a rrajcai ősbükköst védő Rajca Természetvédelmi Területet is. A park területének nagyjából 2129,45 km² a A Kárpátok és más európai régiók ősbükkösei terület részeként az UNESCO Világörökség részét képezi. Emellett a park az Európai Zöldövezet része is, amely a veszélyeztetett állat- és növényfajok menedékhelyéül szolgál. A Shebenik és Jablanica hegységeket, valamint a Rrajcë régiót a Plantlife nemzetközi jelentőségű növényterületekként ismerte el.
A parkban az ország keleti részén található a legzordabb táj, amelyet az utolsó jégkorszak gleccserei alakítottak ki. A parkban 14 gleccsertó találhatók, a legmagasabbak az Adria fölött 1500 és 1900 méteres magasságban fekszenek A hegyvonulatokban meglehetősen gyakoriak a kis cirkuszvölgyek, amelyek számos hegy oldalában lévő mélyedésekben helyezkednek el. A park területén két folyó és több kisebb vízforrás folyik keresztül, köztük a Qarrishte és a Bushtrice folyók, mindkettő 22 km hosszú. A park a Dinári-hegység vegyes erdei szárazföldi ökorégiójába, a palearktikus mérsékelt égövi lombos és vegyes erdők közé tartozik. Az erdők számos különböző ritka és endemikus növény-, emlős- és gombafajnak adnak otthont.  A park területén az eurázsiai hiúz egyik alfajának, a balkáni hiúznak az egyik elsődleges fennmaradt elterjedési területe található.

## Földrajza
A Shebenik–Jabllanica Nemzeti Park az Ohridi-tótól északra, Albánia és Észak-Macedónia határán, az ország keleti részén található. Nagyrészt az északi szélesség 41° és 10° és a keleti hosszúság 20° és 30° között fekszik. 339,277 km² területet foglal magában Elbasan megyében, és a dél-európai zöldövezet fontos részét képezi, mivel rendkívül értékes, nemzetközi jelentőségű természetes élőhelyeknek, növény- és állatvilágnak ad otthont. A parkhoz legközelebbi jelentős városok Librazhd és Prrenjas.
A park változatos és összetett földtörténeti múltra tekint vissza. A nemzeti park magában foglalja a Shebenik és a Jabllanicë összefüggő hegyi masszívumainak nagy részét. A terület a triász és a jura időszak középső részéből származó lerakódásokról tanúskodik. A variszkuszi orogenezis során kialakult hegységeket túlnyomórészt ultramafikus és metamorf kőzetek alkotják, mindazonáltal a mészkő a leggyakoribb kőzettípusok közé tartozik, és gyakran megtalálható a Shebenik déli és délkeleti szakaszain. 
A park alapkőzete az erdőövezet fölött húzódik, elsősorban karbonátos és karsztosodott kőzetekből áll, és a hegylánc kialakulásának idejéből származik. A területet jelentős mértékben olyan hegyek uralják, amelyeket az utolsó jégkorszak hatalmas gleccserei alakítottak mai formájukra. A gleccserek működésének bizonyítékai az egész parkban megtalálhatók, amelyek U alakú völgyek, cirkuszvölgyek és számos vízfelszín formájában láthatók. A jégkorszakok vége óta az üledékek lerakódtak az alapkőzetre, ami megmagyarázza, hogy ez a terület még ma is rendkívüli termékenységgel rendelkezik.
A Köppen-féle klímaosztályozás szerint a parkban többnyire mérsékelten meleg és csapadékos kontinentális éghajlat uralkodik, a mediterrán éghajlat erős hatása alatt. Az éghajlatot a tengerszint feletti magasság befolyásolja, a magasabb fekvésű területeken általában alacsonyabb hőmérsékletet találunk. Az átlagos éves csapadékmennyiség 1300 milliméter és 1800 milliméter között változik a földrajzi régiótól és a parkon belül uralkodó éghajlati típustól függően.

## Élővilág

### Ökoszisztéma
A nemzeti park kontrasztos és változatos ökoszisztémákkal rendelkezik, amelyeket elsősorban a domborzat, az éghajlat, a hidrológia és a geológia határoz meg.Ezek a tényezők a tengerszint feletti magasság növekedésével változnak, és így változatos környezetet teremtenek, ahol a különböző növények más-más társulásokban nőnek együtt, amelyek viszont kedvező élőhelyet biztosítanak a vadon élő állatok széles körének.
A park montán ökoszisztémája a domborzati formák nagy változatosságát kínálja, csodálatra méltó növény- és állatvilággal együtt, melyben kanyargó folyók, gleccsertavak és hatalmas rétek vannak magas hegyekkel körülvéve. A parkban 14 gleccsertó található, és a hegyvidéki domborzati viszonyok dominálnak, amelyeket az utolsó jégkorszak gleccserei alakítottak ki mai formájukra, amelyeket később olvadékvíz és eső töltött fel. Méretük, alakjuk és főként mélységük tekintetében jelentősen eltérnek.
Az erdei ökoszisztéma a nemzeti park nagy területeit alkotja, és kiterjed a magasabban fekvő területekre, különösen a völgyek, patakok és folyók mentén. Ezek a területek fontos élőhelyet biztosítanak az érzékeny madár- és egyéb állatfajok számára. A nemzeti park tűlevelű, vegyes és lombhullató erdőkkel rendelkezik, amelyek közül néhány a megközelíthetetlenségük miatt meglehetősen idős őserdőnek tekinthető.

### Flóra
Növényföldrajzilag a park területe a Dinári-hegység vegyes erdőinek és a Balkán vegyes erdőinek szárazföldi ökorégióiba tartozik, amelyek a palearktikus mérsékelt éghajlati lombhullató levelű és vegyes erdők részét képezik. A park növényvilága különösen érdekes, számos endemikus fajjal, sokféle növény- és élőhelytípussal, például erdőkkel, cserjésekkel, rétekkel és legelőkkel. A sűrű erdők gyakran meredek völgyoldalakhoz és hegylejtőkhöz kapcsolódnak. A lombhullató erdők, elsősorban a montán európai bükkösök a nemzeti park teljes területén jelen vannak. Ezekben az erdőkben tűlevelű fák, mint az közönséges jegenyefenyő, a balkáni páncélfenyő és a balkáni selyemfenyő is megtalálhatók, de a bükk általában nagyobb mennyiségben fordul elő. A sokféle cserje, amelyekben gyakran a virágos kőris, az európai mogyoró és a vörös boróka dominál, gazdag aljnövényzetet alkot.

## Fordítás
- Ez a szócikk részben vagy egészben  a   Shebenik National Park című angol Wikipédia-szócikk ezen változatának fordításán alapul.  Az eredeti cikk szerkesztőit annak laptörténete sorolja fel. Ez a jelzés csupán a megfogalmazás eredetét és a szerzői jogokat jelzi, nem szolgál a cikkben szereplő információk forrásmegjelöléseként.